# N-325
La N-325 és una carretera que comunica les poblacions del sud del país de Novelda i Crevillent.
Anteriorment es tractava d'un itinerari que connectava la carretera N-330 que unia Alacant amb Madrid i la N-340 que uneix Alacant amb Múrcia i Andalusia, d'aquesta manera era un accés directe a les platges del sud del país per al turisme procedent del centre de la península.
La N-330 és ara la A-31 i junt al traçat de la N-340 discorre l'A-7. La N-325 actualment ha perdut la seua funció d'interès estatal i en un futur serà transferida a la Generalitat Valenciana.